# Оружие Юга
«Оружие Юга» (англ. The Guns of the South) — роман Гарри Тертлдава в жанре альтернативной истории действие которого происходит во время Гражданской войны в США . Роман вышел в США 22 апреля 1992 года.

## Сюжет
В 2014 году расисты из Движения сопротивления африканеров (Afrikaner Weerstandsbeweging, AWB; в романе члены AWB скрывают свое происхождение и расшифровывают данную аббревиатуру как «America Will Break», «Америка будет разбита») используют украденную машину времени, чтобы отправиться в 1864 год и вооружить армию Роберта Ли автоматами Калашникова, а также некоторыми другими современными технологиями. Подавляющее превосходство в огневой мощи приводит к победе КША в войне за независимость от США, и Ли становится президентом КША. Однако затем, поняв, что их расчеты в отношении Конфедерации и генерала Ли не оправдались, члены AWB предпринимают попытку мятежа. В романе две параллельных сюжетных линии — Роберта Э. Ли и Нейта Коделла, вымышленного старшего сержанта 47-го Северокаролинского пехотного полка армии Северной Вирджинии.